# Melbourne Park
El Melbourne Park es un recinto deportivo que es parte del Complejo de Entretenimiento y Deporte de Melbourne, en la ciudad de Melbourne, Victoria, Australia.
Desde 1988 cuando se celebrara el Bicentenario de Australia, el Melbourne Park ha sido la sede del torneo de tenis del Abierto de Australia, tradicionalmente jugado en el mes de enero, y a veces en febrero o en diciembre de cada año.
El recinto es sede de eventos deportivos de Baloncesto, Netball y conciertos y otros eventos. En el pasado acogía otros deportes como la natación, ciclismo y motociclismo.
El Melbourne Park es propiedad de Melbourne & Olympic Parks, que también administra el Estadio Rectangular de Melbourne. La sección Yarra Park del recinto de deportes y entretenimiento se administra por separado.

## Historia
El parque se conocía originalmente como Flinders Park hasta 1996, cuando el entonces primer ministro, Jeff Kennett, decidió cambiar el nombre a Melbourne Park, principalmente para anunciar el nombre "Melbourne" a una amplia audiencia internacional durante los eventos que se celebran allí. La decisión se encontró con una fuerte oposición, y algunos la compararon con el cambio de nombre del Stade Roland Garros (sede del Abierto de Francia en París) "Paris Park". Sin embargo, a lo largo de los años, los habitantes de Melbourne han aceptado el nombre.
El parque Flinders se desarrolló en 1988 junto al Jolimont Yard como un nuevo recinto para albergar el Abierto de Australia. El lugar anterior, Kooyong Lawn Tennis Club, se había vuelto demasiado pequeño para el floreciente torneo. La construcción de Flinders Park se completó en 1988 a un costo de al menos 94 millones de dólares. La inauguración del nuevo recinto fue recibida con críticas increíblemente positivas por parte de jugadores y espectadores, y algunos etiquetaron las instalaciones y servicios como los mejores de los cuatro Grand Slams. La siguiente expansión del recinto se produjo en 1996, cuando se invirtieron $ 23 millones adicionales para crear dos canchas de espectáculos más grandes y con asientos completos y ocho nuevas canchas 'Ace', así como un gran espacio con césped, ahora conocido como 'Garden Square'.

### Eventos
Si bien es más conocido por ser una cancha de tenis, Melbourne Park también alberga otra serie de eventos deportivos y musicales durante todo el año. El lugar tiende a ser utilizado por artistas internacionales más populares, ya que es el más grande que la ciudad tiene para ofrecer, excluyendo el Estadio Docklands en Melbourne y el cercano Melbourne Cricket Ground.
Aparte del Abierto de Australia, que normalmente atrae a más de 800.000 espectadores anuales, otros deportes que se jugarán regularmente en los estadios de Melbourne Park incluyen netball (los equipos de Super Netball Melbourne Vixens y Collingwood Magpies juegan partidos en casa en John Cain Arena y Margaret Court Arena) y baloncesto. (El equipo Melbourne United de la Liga de Baloncesto de Australia juega en casa en el John Cain Arena). En Melbourne Park se han celebrado con menos frecuencia eventos como el Campeonato Mundial de Ciclismo en Pista de la UCI y los partidos de exhibición de hockey sobre hielo.
Rod Laver Arena y Margaret Court Arena son los dos lugares más utilizados para conciertos de música.

## Uso del Recinto
Melbourne Park es el único Grand Slam recinto de tenis que tiene 3 canchas instalados con un techo retráctil, después de jugar partidos de tenis cuando se den lluvias o calor extremo. Las canchas de tenis son de material Plexicushion desde 2008 al 2019.
| Canchas                                      | Canchas                | Inaugurado | Capacidad | Tipo de techo | Ref.  |
| -------------------------------------------- | ---------------------- | ---------- | --------- | ------------- | ----- |
| Rod Laver Arena                              | Rod Laver Arena !      | 1988       | 14,820    | Retráctil     | [ 4 ] |
| John Cain Arena                              | Hisense Arena !        | 2000       | 10,300    | Retráctil     | [ 5 ] |
| Margaret Court Arena (Formerly Show Court 1) | Margaret Court Arena ! | 1988       | 7,500     | Retráctil     | [ 6 ] |
| Show Court Arena (Kia Arena)                 | Show Court Arena !     | 2021       | 5,000     | No            | [ 7 ] |
| Show Court 2 (1573 Arena)                    | Show Court 3 !         | 1988       | 3,000     | No            | [ 8 ] |
| Show Court 3                                 | Show Court 3 !         | 1988       | 3,000     | No            | [ 8 ] |